# オクタフルオロシクロブタン
オクタフルオロシクロブタン(Octafluorocyclobutane)は、化学式C4F8の有機フッ素化合物である。様々なニッチな応用がある。シクロブタンの全てのC-H結合がC-F結合に置き換わっている。オクタフルオロシクロブタンは、テトラフルオロエチレンの二量化または1,2-ジクロロテトラフルオロエタンの還元カップリングで生成する。

## 性質
臨界点は、115.3℃、2.79MPaである。

## 応用
半導体材料や製品の製造において、オクタフルオロシクロブタンは、ガスデポジション及びウェットエッチングに用いられる。また、オゾン層破壊物質であるフロン類の代替として、冷媒としての利用も考えられている。その揮発性と不活性を利用して、食品のエアロゾル化に用いることもできる。国際食品規格委員会では946の番号を与えられており、EUのE番号も946である。また、気体誘電体として六フッ化硫黄の代替も考えられている。